# 墨西哥地震预警系统
墨西哥地震预警系统（西班牙語：Sistema de Alerta Sísmica Mexicano, SASMEX），是墨西哥依托潜在震源地附近的地震台网，在震后数秒内快速估算地震影响范围和程度，在破坏性的S波和面波到达监测区域时发布警报的地震預警系統。系统前身“墨西哥城地震预警系统”（西班牙語：Sistema de Alerta Sísmica para la Ciudad de México, SAS）于1991年9月开始试行，并于1993年8月正式向墨西哥城民众提供预警訊息，是世界上第一組正式为公众提供预警的地震预警系统。2005年，墨西哥城和瓦哈卡市整合了地震预警系统，形成了墨西哥地震预警系统。
墨西哥地震预警系统由非营利性民间组织“墨西哥地震仪表与记录中心”（西班牙語：或CIRES）管理，并獲墨西哥国家地震局支持。

## 历史

墨西哥地区地震历史

在1985年墨西哥城大地震中，离震中有一定距离的墨西哥城等地遭受重创，重大的人员伤亡和财产损失促使墨西哥政府自1987年开始资助加速度计的部署，以便及时获得相应地区的地震訊息。在地方政府支持下，墨西哥地震仪表与记录中心开始了研究开发地震预警系统，并在1991年9月正式试行“墨西哥城地震预警系统”，最初仅部署了12座站台，在幾間小学开展广播早期警报试验。1992年，在墨西哥城政府组织下，就地震预警系统舉行了6次公众评议，并吸收了来自公共和私营组织的建议。1993年8月，系统开始向墨西哥城公众发布地震预警訊息。
1995年9月14日，在格雷罗地震中，系统在地震波到达前72秒发布了地震预警，为紧急避险赢得大量时间，这是世界上首次对公众发布地震警报。而在1999年瓦哈卡地震后，墨西哥地震仪表与记录中心为瓦哈卡州开发了类似系统。2003年，“瓦哈卡市地震预警系统”（西班牙語：Sistema de Alerta Sísmica para la Ciudad de Oaxaca, SASO）投入使用。
2005年，两系统整合为“墨西哥地震预警系统”。2010年，墨西哥城政府投资更新了地震预警系统。通过这项投资，新增了64座地震监测站，提高了监测密度，使地震预警系统覆盖了哈利斯科州、科利马州、米却肯州和普埃布拉州，并增加了格雷罗州的监测设备。

## 原理

与日本的紧急地震速报系统的原理类似，当地震发生后，震源向外传播P波、S波时，地震监测站接收到到达监测区域的地震波后，可将观测资料传到监测中心，经分析计算后，抢在地震波到达前对设防区域发布地震预警。

地震预警系统是指在地震发生後、而尚未造成严重破坏前发出警告。在震中发生地震後，具破坏性的S波（每秒3.2至4千米）有一段時間尚未傳到各地，而由於電磁波比地震波快，系统可以把烈度仪监测到的P波（每秒5.5至7千米）訊息转为電磁波，在地震波到达前的數秒至幾十秒發出预警。
常规的地震预警系统可分为异地预警模式、现地（原地）预警模式与混合预警模式。墨西哥地震预警系统采用异地预警模式。异地预警模式是在地震发生后，利用震中附近的监测站所观测到的地震波，快速计算出地震规模、震中位置与震源深度，并以此预估各地区的烈度与地震波到达的时间，再利用通讯技术通知各地区。异地预警模式需要部署较多监测站，且运算时间较长，但精确度较高，适用于距离震中较远的地区。
在实际應用中，墨西哥城所处的盆地环境特殊，传播至此的地震动会放大100至500倍，较其他地区通常情况下高得多，因此系统对墨西哥首都圈地区的预警效果良好。

## 运作

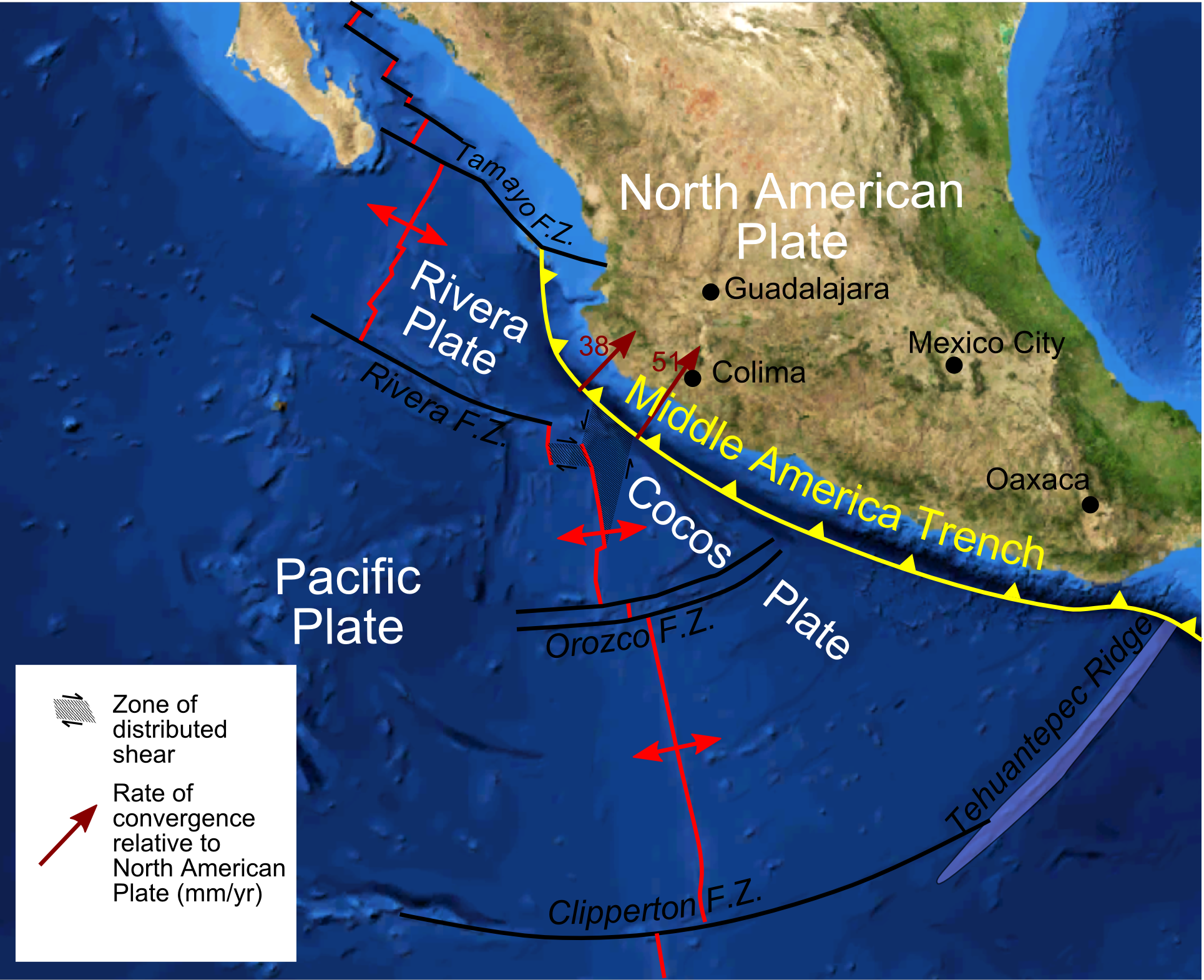
墨西哥处于太平洋板块（Pacific Plate）和科科斯板块（Cocos Plate）的隐没带上。位于该国太平洋沿岸西部的中美洲海沟是该国主要的地震带之一，墨西哥地震预警系统将这一地区作为其监测区域，并部署了大量监测站。

由于墨西哥国土面积广大，加上墨西哥各级政府对地震预警系统不够重视，因此系统仅在墨西哥部分地区設置监测站。当時系统有97座监测站，主要分布在巴亚尔塔港沿岸南部、格雷罗州山区、普埃布拉北部和瓦哈卡州大部地区。現時，当局正计划新增28座监测站，将提高瓦哈卡地峡、韦拉克鲁斯内陆地区和恰帕斯西部三分之二地区的监测预警能力。
在地震监测区内，墨西哥地震仪表与记录中心负责建设和维护任务，处理本区域及周边地区的站台观测数据，并负责发布地震预警訊息，而作为政府机构的墨西哥国家地震服务中心则监督地震预警的发布，并根据检知的地震訊息组织防震救灾应急响应工作。
墨西哥地震预警系统由地震检测系统、通讯系统、中央控制系统和警报发布系统四組子系统组成。地震发生后，加速度计数据先传到墨西哥地震仪表与记录中心下属的分析处理中心，分析处理中心再用海岸附近加速度计获得的地动加速度（gal）观测地震，积分站台记录（从P波的触发至2倍的S-P波的时间长度内）以获得能量参数，同时快速计算能量增长速率，根据过往经验判断地震级别。在地震规模达到“中强震”级（Mw 5至6级）时，会由墨西哥地震仪表与记录中心向特定机构播发“预防性预警訊息”。在地震达到“强震”规模（Mw 6级以上）时，则会向公众播发“公开预警訊息”。
墨西哥地震仪表与记录中心的预警传输方式类似于美国国家海洋和大气管理局的NOAA气象广播。通过甚高频波段广播地震预警，并使用特定区域訊息编码，所需时间更短，以便在两秒钟以内发出及时的预警。
作为历史悠久的地震预警系统，墨西哥地震预警系统對之后建成的地震预警系统而言，技术手段较原始，是在具破坏性的S波和面波到达监测区域才发出警报，但设防区域离监测站较远，就算监测区域发生地震，预警仍然有效。

## 播送

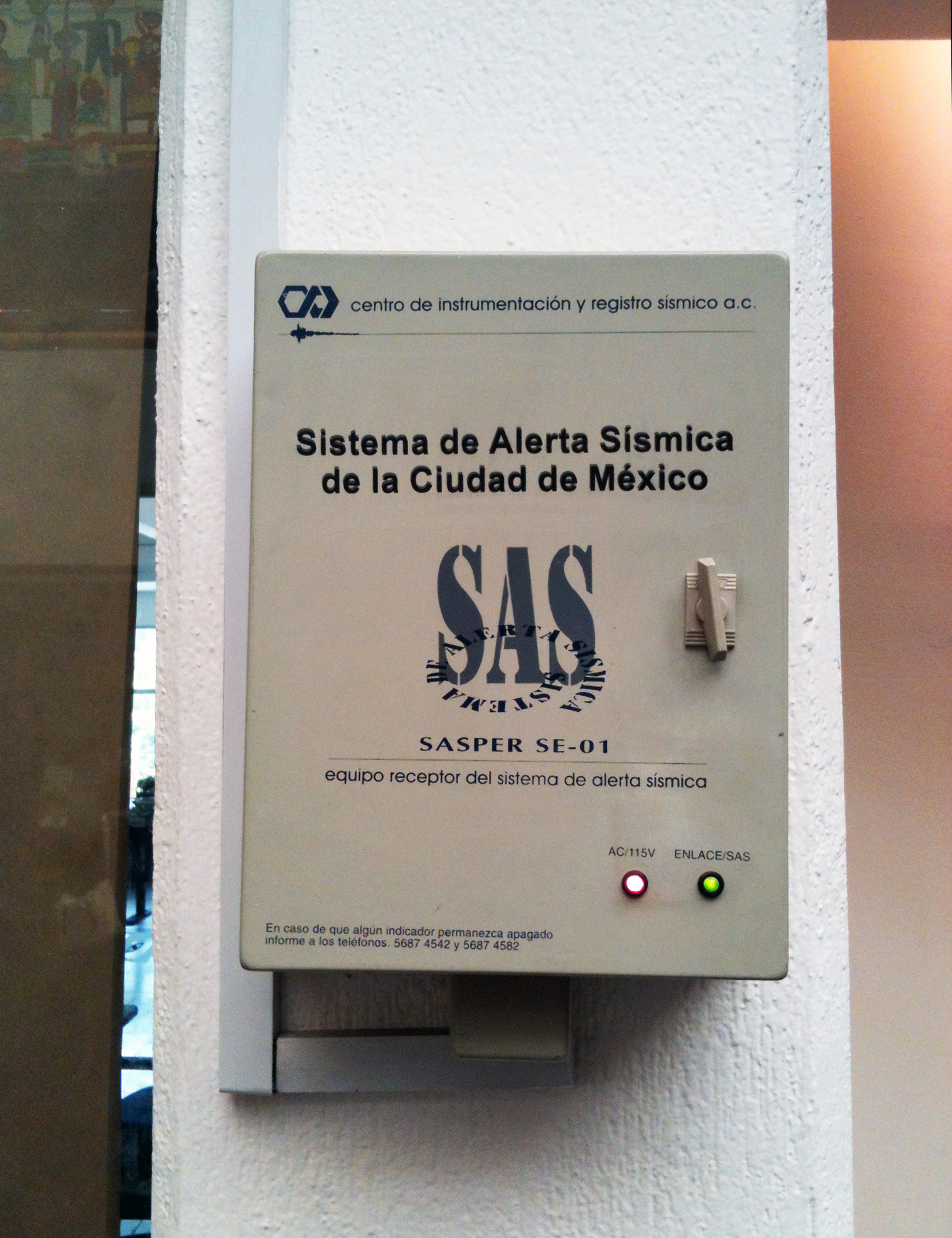
位于墨西哥国立自治大学图书馆的一部地震预警接收器。

墨西哥地震预警系统在墨西哥主要地区得到广泛應用。一般而言，系统能向墨西哥城提供60秒左右预警时间，并向瓦哈卡市提供超过30秒的预警时间。在2012年格雷罗－瓦哈卡地震期间，系统为瓦哈卡市提供了25秒的预警时间，而奇尔潘辛戈和阿卡普尔科则有45秒预警时间，墨西哥城的预警时间更达到了75秒。在2017年恰帕斯州地震中，系统也发挥了作用。而2017年9月19日的地震中，系统为墨西哥城赢得了20秒的预警时间。尽管预警时间较往常更短，但英国广播公司认为，这足以使人们采取必要的避险措施。

### 广播电视
预警系统发布地震预警时，会即时通知墨西哥城58个广播电台和6个电视台，托卢卡市3个广播电台和1个电视台，以及阿卡普尔科、奇尔潘辛戈等地的广播电视机构向公众发布警报訊息。
墨西哥城的商业广播电台自1995年9月起开始在调频、调幅波段中发布“公开预警訊息”。预警发布时，各电台会中断正常节目，播放预先录制好的60秒音频，内容包括播音员用西班牙语播送的语音：“地震警报，地震警报。”在预警系统建立的初期，音频需要通过人工插入磁带才能播放。但之后已能够通过专用音频控制系统自动广播。

### 訊息网络
在发布方面，墨西哥地震仪表与记录中心定期以推特帐号“AlertaSísmicaSASMEX”提供各种訊息，包括各种震级报告和警报试广演习訊息。在帐号发布的訊息中，有關地震的都加#TenemosSismo（我们有地震）主题标签，而“公开预警訊息”则加#AlertaSismica（地震警报）主题标签。

### 设施场所
墨西哥地震仪表与记录中心发布“公开预警訊息”时，会通过架设在墨西哥城等地的城市警报广播系统发佈地震预警。截至2015年，墨西哥城共設置超过8,200部警报扬声器。在平时，系统也会每周试验警报广播以测试系统运行情况，确保接收器连入预警网络。此外，墨西哥城附近的公立学校几乎都配备了警报接收器，以便学校师生逃生避险。地震仪表与记录中心还会向墨西哥城地铁发布定制化紧急地震訊息，服务地铁运输的地震紧急处置。当收到“预防性预警訊息”时，地铁控制部门可以使运行中的列车紧急停车或扣停已到站的列车。同时，墨西哥城的90,000多名用户也能在地震时及时接收地震预警。另外，墨西哥国家灾害防御中心、民防局、墨西哥公共事务部、墨西哥城公共电力局、墨西哥城警察局等地也装配了警报接收器。

## 局限

### 准确性
有研究者认为，此系统虽然能有效監測破坏性地震发生并及时发布预警訊息，但其估计震级的准确度有待提高，以便发布更可靠的“公开预警訊息”或“预防性预警訊息”。还有研究者认为，墨西哥地震预警发布頗粗放，尤其震级估算不精确。根据墨西哥国家地震局标准，只有发布预警而没有发生地震才算误报。统计表明，墨西哥地震预警系统发布的66次“公开预警訊息”中，只有约30%的震级估算准确。
对于地震预警系统而言，漏报和误报无可避免。在1991年10月至2009年3月间，墨西哥城地震预警系统共发布13次“公开预警訊息”和53次“预防性预警訊息”，并有2次漏报和1次误报；而在2003年至2013年间，瓦哈卡市地震预警系统共发布3次“公开预警訊息”和5次“预防性预警訊息”，并有2次漏报。1993年10月24日，系统漏報了一次6.7级地震的预警訊息。1993年11月16日，墨西哥城地震预警系统发布了一次“公开预警訊息”，但事后并没有发生地震，不过这没有给墨西哥城居民造成恐慌和伤亡。2017年9月19日，墨西哥地震预警系统在測试警报时误触警报装置，警报扬声器发出了地震警报訊號。但在误报3小时后发生的7.1级地震中，系统由于地震震源浅、地震波传播快而未及时发布预警訊息。墨西哥国家灾害防御中心主任卡洛斯表示，“至少要三部传感器才能使警报器报警，技术上来说预警系统不可能覆盖全国。现在的系统主要监控国家沿海区域（离莫雷洛斯州很远），莫雷洛斯州的震源深度浅，地震传播速度太快，传感器监测到地震与地震发生几乎是同时。”
| 预警类型       | 预警发布次数 | 震级正确次数 | 震级估算正确率 | 备注   |
| -------------- | ------------ | ------------ | -------------- | ------ |
| 预防性预警訊息 | 53           | 18           | 34%            | [ 21 ] |
| 公开预警訊息   | 13           | 3            | 23%            | [ 21 ] |
| 总计           | 66           | 21           | 32%            | [ 21 ] |

### 覆盖率
此外，系统覆盖范围亦有很大不足。在墨西哥城，2,000万人口中仅有约440万人可以及时接收到预警訊息。而在瓦哈卡市，由于当地主管部门对地震预警系统的重视程度不够，造成预警系统长期缺乏资金维持，系统也未能有效维护，许多地方仍未安装预警接收器。截至2013年，瓦哈卡市5,500所学校中只有76所配备了预警接收器。
同时，地震预警的教育培训工作也很不到位。2009年，一项针对墨西哥地震预警系统接收效果的调查显示，约91%受访者知道墨西哥地震预警系统。但在216名受访者中，只有135人能够在地震来临时对预警作出有效识别，占比62.5%。